# Arbre généalogique des Habsbourg
Cet arbre généalogique a pour vocation de recenser les descendants agnatiques du duc Etichon-Adalric qui ont formé la maison aujourd'hui éteinte de Habsbourg.

## Arbre
- Etichon-Adalric d'Alsace (635-690)
  - Adalbert d'Alsace (665-722)
    - Luitfrid Ier d'Alsace
      - Rhutard de Nordgau
      - Luitfrid II de Sundgau
        - Hugues de Tours
          - Hugues
          - Luitfrid de Monza
          - Beranger

        - Leuthard de Sundgau (782-830)
          - Otbert de Strasbourg 

    - Eberhard d'Eguisheim
    - Mason de Sundgau

  - Hugues d'Alsace
  - Etichon II de Nordgau
    - Albéric Ier de Nordgau
      - Eberhard Ier de Nordgau
        - Eberhard II de Nordgau
          - Eberhard III de Nordgau
            - Hugues Ier de Nordgau
              - Eberhard IV de Nordgau
                - Hugues II de Nordgau
                  - Hugues IV de Nordgau
                    - Hugues de Dabo
                      - Henri Ier de Dabo
                        - Gérard II de Nordgau
                        - Hugues VII de Dabo
                        - Albert Ier de Dabo
                          - Henri-Hugues VIII de Dabo
                            - Hugues II de Metz
                              - Hugues
                              - Albert II de Dabo-Moha
                                - Henri
                                - Guillaume

                          - Hugo IX de Dagsbourg
                            - Hugo X de Dagsburg
                              - Hugo XI de Dagsburg
                                - Albert II de Dagsburg

                        - Brunon de Toul

                    - Léon IX 

                - Adalbert d'Alsace
                - Hugues d'Altorf
                - Gérard d'Alsace

              - Hugues d'Eguisheim
              - Gontran le Riche
                - Lanzelin de Habsbourg
                  - Radbot de Habsbourg
                    - Otton de Habsbourg
                    - Albrecht de Habsbourg
                    - Werner Ier de Habsbourg
                      - Albert II de Habsbourg
                        - Ulrich de Habsbourg

                      - Otton II de Habsbourg
                        - Werner II de Habsbourg
                          - Adalbert III de Habsbourg
                            - Rodolphe II l'Ancien
                              - Albert IV le Sage
                                - Rodolphe Ier de Habsbourg  
                                  - Albert Ier (roi des Romains)   
                                    - Rodolphe Ier de Bohême
                                    - Frédéric le Bel 
                                    - Léopold Ier d'Autriche 
                                    - Albert II d'Autriche 
                                      - Rodolphe IV d'Autriche 

                                    - Frédéric III d'Autriche
                                    - Albert III d'Autriche 
                                      - Albert IV d'Autriche
                                        - Albert II du Saint-Empire 
                                          - Ladislas Ier de Bohême  

                                    - Léopold III de Habsbourg 
                                      - Guillaume d'Autriche 
                                      - Léopold IV de Habsbourg
                                      - Ernest d'Autriche intérieure 
                                        - Frédéric III (empereur du Saint-Empire)  
                                          - Maximilien Ier (empereur du Saint-Empire)  
                                            - Philippe Ier le Beau 
                                              - Charles Quint   
                                                - Philippe II (roi d'Espagne) 
                                                  - Charles d'Autriche (1545-1568)
                                                  - Philippe III (roi d'Espagne) 
                                                    - Philippe IV (roi d'Espagne) 
                                                      - Philippe-Prosper d'Autriche
                                                      - Charles II (roi d'Espagne) 

                                                - Juan d'Autriche

                                              - Ferdinand Ier (empereur du Saint-Empire)   
                                                - Maximilien II (empereur du Saint-Empire)   
                                                  - 
                                                    - Ferdinand

                                                  - Rodolphe II (empereur du Saint-Empire)   
                                                  - Ernest d'Autriche 
                                                  - Matthias Ier de Habsbourg   
                                                  - Maximilien III d'Autriche 
                                                  - Albert d'Autriche (1559-1621) 
                                                    - 
                                                      - Philippe
                                                      - Albert

                                                    - Wenceslas d'Autriche

                                                - Ferdinand de Tyrol
                                                  - André d'Autriche 
                                                  - Charles de Burgau

                                                - Charles II d'Autriche-Styrie
                                                  - Ferdinand II (empereur du Saint-Empire)   
                                                    - Ferdinand III (empereur du Saint-Empire)   
                                                      - Ferdinand IV de Habsbourg
                                                      - Léopold Ier (empereur du Saint-Empire)   
                                                        - Joseph Ier (empereur du Saint-Empire)   
                                                          - Léopold Joseph d'Autriche (1700-1701)

                                                        - Léopold Joseph d'Autriche (1682-1684)
                                                        - Charles VI (empereur du Saint-Empire)   
                                                          - 
                                                            - Léopold

                                                      - Charles Joseph d'Autriche (1649-1664) 

                                                    - Léopold-Guillaume de Habsbourg  

                                                  - Léopold V d'Autriche-Tyrol 
                                                    - Ferdinand-Charles d'Autriche
                                                    - Sigismond-François d'Autriche 

                                                  - Charles d'Autriche-Styrie (évêque)  

                                        - Albert VI d'Autriche 
                                        - Ernest d'Autriche (1420-1432)

                                      - Frédéric IV d'Autriche 
                                        - Sigismond d'Autriche 

                                    - Othon d'Autriche 
                                      - Frédéric II d'Autriche
                                      - Léopold II d'Autriche

                                  - Rodolphe II d'Autriche 
                                    - Jean de Habsbourg (1290-1313)

                                - Albert V de Habsbourg 
                                - Rodolphe III de Habsbourg 
                                - Wernher de habsbourg
                                - Godefroy Ier de Habsbourg-Laufenbourg
                                  - Rodolphe III de Habsbourg-Laufenbourg
                                    - Jean Ier de Habsbourg-Laufenbourg
                                      - Jean II de Habsbourg-Laufenbourg
                                        - Jean III de Habsbourg-Laufenbourg

                                      - Rodolphe IV de Habsbourg-Laufenbourg
                                      - Godefroy II de Habsbourg-Laufenbourg

                  - Rodolphe d'Altenbourg
                  - Werner de Habsbourg

## Armoiries Utilisées
: Empereur du Saint-Empire
 : Duc d'Autriche
 : Roi de Hongrie
 : Duc de Bourgogne et Roi d'Espagne
 : Grand maître de l'ordre Teutonique

## Pour approfondir